# Wolfgang Hesl
Wolfgang Hesl (* 13. Januar 1986 in Nabburg) ist ein deutscher Fußballtorwart, der aktuell im Amateurbereich aktiv ist.

## Karriere

### Profikarriere
Der gebürtige Oberpfälzer Hesl, der als sportliches Vorbild Oliver Kahn angibt, wechselte im Januar 2004 als A-Jugendlicher zum Hamburger SV, dessen Angebot er einem des FC Bayern München vorzog. Noch als Jugendspieler absolvierte er seine ersten Einsätze für die zweite Mannschaft des HSV in der Regionalliga Nord. In der Saison 2005/06 wurde Hesl Stammtorhüter der Reservemannschaft und blieb es auch in der darauffolgenden Spielzeit.
Vor der Saison 2006/07 rückte Hesl zur Profimannschaft auf, war dort jedoch vorerst nur dritter Torwart hinter Sascha Kirschstein und Stefan Wächter und wurde deshalb weiterhin in der Regionalligamannschaft eingesetzt. In der Saison 2007/08 wurde er die etatmäßige Nummer zwei hinter Stammkeeper Frank Rost und bestritt seinen ersten Bundesligaeinsatz am 17. Mai 2008 (34. Spieltag), als er beim 7:0-Heimsieg über den Karlsruher SC 15 Minuten vor Schluss eingewechselt wurde. Seinen zweiten Einsatz für die Profis absolvierte Hesl knapp neun Monate später am 6. Januar 2009 in einen Testspiel gegen die AC Mailand, bei dem er im Elfmeterschießen einen Elfmeter parierte. Danach kam Hesl erst wieder während der Vorbereitungsphase auf die Saison 2009/10 beim T-Home Cup zum Einsatz und ließ in den beiden Partien gegen den FC Bayern München und den VfB Stuttgart keinen Gegentreffer zu. Sein erstes internationales Pflichtspiel bestritt Hesl am 20. August 2009 beim 5:1-Auswärtssieg über EA Guingamp in der Qualifikation für UEFA Europa League 2009/10. Anschließend wurde er noch einmal bei der 0:1-Auswärtsniederlage gegen Hapoel Tel Aviv im letzten Gruppenspiel eingesetzt. Sein zweites Bundesligaspiel für den HSV absolvierte Hesl am 28. Februar 2010 (24. Spieltag) bei der 0:1-Auswärtsniederlage gegen den FC Bayern München, als er zur zweiten Halbzeit für den verletzten Frank Rost eingewechselt wurde.
Nach der Verpflichtung von Jaroslav Drobný im Sommer 2010 war Hesl nur noch dritter Torwart und wechselte daher am letzten Tag der Transferperiode auf Leihbasis in die österreichische Bundesliga zur SV Ried, um dort deren verletzten und ebenfalls deutschen Stammtorhüter Thomas Gebauer zu vertreten. Er kam so im Saisonverlauf zu insgesamt 20 Einsätzen, wurde Herbstmeister sowie Winterkönig und schlussendlich österreichischer Pokalsieger. Zur Saison 2011/12 kehrte Hesl vorerst zum HSV zurück.
Am 14. August 2011 unterzeichnete er einen Zweijahresvertrag beim Zweitligaaufsteiger Dynamo Dresden, bei dem er ursprünglich den langzeitverletzten Benjamin Kirsten als Nummer zwei hinter Dennis Eilhoff vertreten sollte. Im Verlauf der Hinrunde konnte sich Hesl allerdings dauerhaft gegen Eilhoff durchsetzen, zumal dieser aufgrund einer schweren Kapselverletzung im linken Mittelfinger für mehrere Wochen ausfiel. Nach 13 Einsätzen erlitt Hesl ein ähnliches Schicksal, als er sich am 22. Spieltag gegen den SC Paderborn 07 den kleinen Finger der linken Hand brach und selbst für mehrere Wochen pausieren musste. Da der mittlerweile wieder genesene Kirsten in den darauffolgenden Spielen starke Leistungen zeigte, absolvierte Hesl nach überstandener Verletzung für Dynamo Dresden kein Spiel mehr, woraufhin er nach dem 33. Spieltag seinen Vertrag fristgerecht zum Saisonende auflöste.
In der Sommerpause 2012 wechselte Hesl zum Bundesligaaufsteiger SpVgg Greuther Fürth. Er unterschrieb einen Zweijahresvertrag bis 30. Juni 2014. Gegen Mitte der Bundesligasaison löste Hesl Max Grün als Stammtorhüter der Franken ab. Nach der Saison wurde sein Vertrag bis 2015 verlängert. Zu Beginn der Saison 2013/14 ernannte Trainer Frank Kramer Hesl zum neuen Mannschaftskapitän; er löste Mergim Mavraj ab.
Nach drei Jahren bei der SpVgg Greuther Fürth wechselte Hesl zur Saison 2015/16 ablösefrei zu Arminia Bielefeld. Bei den Ostwestfalen unterschrieb er einen bis 2017 gültigen Vertrag und blieb bis zum Sommer 2017 Stammtorhüter. Danach wechselte er ablösefrei zu den Würzburger Kickers, die gerade in die dritte Liga abgestiegen waren.
Im Juni 2018 unterschrieb Hesl für zwei Jahre beim Zweitliga-Absteiger 1. FC Kaiserslautern. Er verdrängte Stammtorhüter Sievers, musste aber seinerseits in der Rückrunde für den aus der zweiten Mannschaft nachgerückten Lennart Grill weichen. Bereits ein Jahr später einigten sich Verein und Spieler auf eine vorzeitige Vertragsauflösung.

### Engagement als Amateur
Kurz danach vermeldete Hesl das Ende seiner Profikarriere und gab an, ab sofort beim in seiner oberpfälzischen Heimat ansässigen Bezirksligisten TSV Stulln als Feldspieler spielen zu wollen. Mit dem TSV ging Hesl als linker Mittelfeldspieler in die Saison und konnte gleich am 1. Spieltag sein erstes Tor erzielen.
Nach einem Jahr in Stulln wechselte Hesl innerhalb der Oberpfalz eine Liga höher zum Landesligisten SC Ettmannsdorf. Dort ist er wieder als Torwart aktiv und kümmert sich auch um die weiteren Torleute des Vereins.

## Erfolge
SV Ried
- Österreichischer Pokalsieger: 2011

## Privates
Wolfgang Hesl war von 2009 bis 2019 mit Stephanie Ries verheiratet, im April 2022 heiratete er erneut. Hesl hat aus erster Ehe zwei Kinder.